# Carl Abraham von Sebottendorff
Carl Abraham Freiherr von Sebottendorff (auch Sebottendorf) (geb. 6. Oktober 1710; gest. Mitte 1771) war ein preußischer Landrat.

## Leben

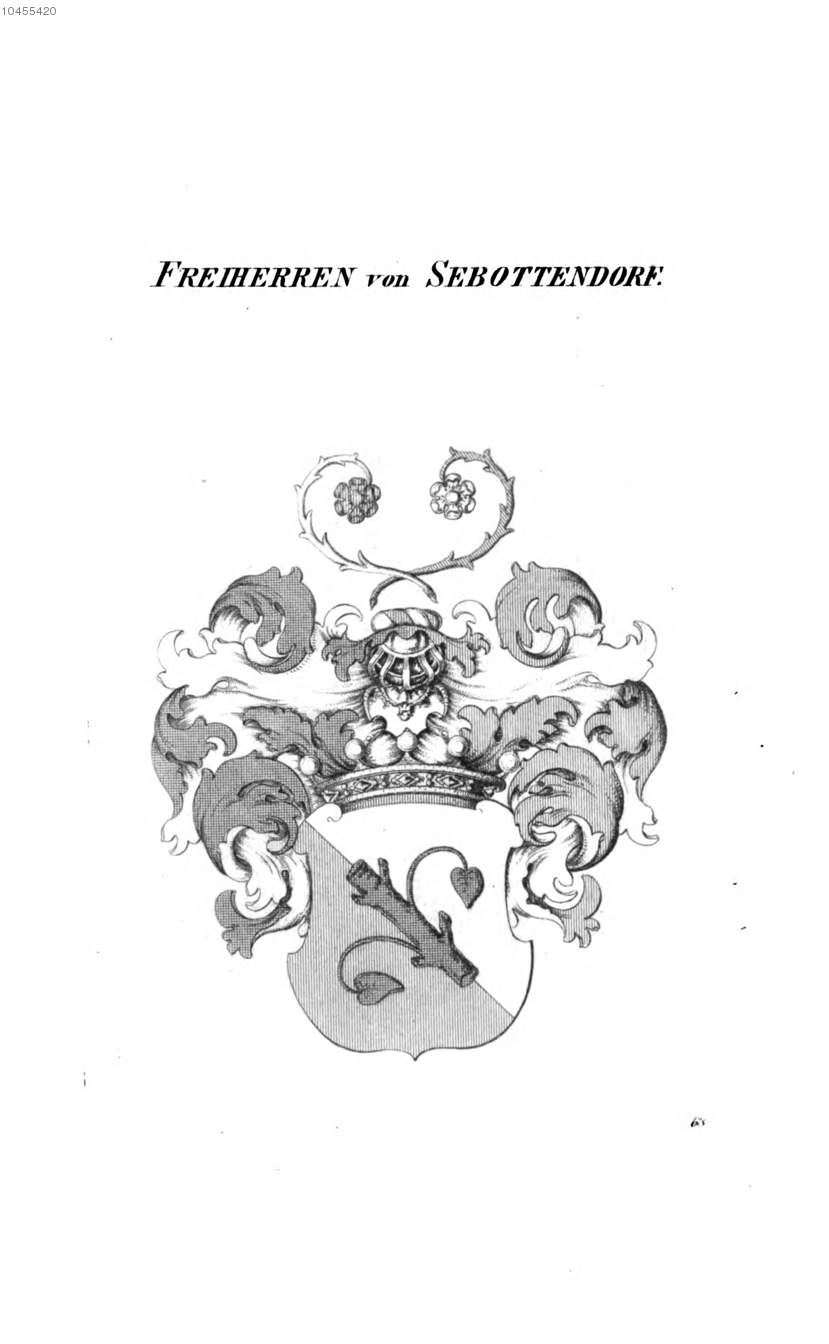
Wappen Sebottendorf

Carl Abraham Freiherr von Sebottendorff war Angehöriger des Adelsgeschlechts Sebottendorf. Er war ein Sohn von Carl Heinrich Freiherr von Sebottendorff, kursächsischer Obristleutnant und Erbherr auf Kauer, Weidenbach und Lorzendorf. Seine Mutter war Christiane Sophia (1686–1719), Tochter des Carl Haubold von Bose. Am 21. Oktober 1728 immatrikulierte er sich an der Universität Altdorf. Um das Jahr 1743 wurde er Kreisdeputierter. Am 4. Juli 1743 erhielt er mittels Ordre die Ernennung zum Landrat des Landkreises Neisse, womit er die Nachfolge von Johann Wenzel von Studnitz und Jeroltschütz antrat. Das Amt als Landrat übte er bis 1759 aus, sein Nachfolger Balthasar Leopold von Brauchitsch wurde offenbar erst 1764 neuer Landrat im Landkreis Neisse.

## Persönliches
Carl Abraham Freiherr von Sebottendorff war für kurze Zeit Besitzer des Guts Schreibendorf im Kreis Strehlen. Nach seinem Tod im Jahr 1771 gelang es seiner Witwe nicht, trotz zweier Versuche 1771 und 1774, eine Pension für ihren verstorbenen Ehegatten zu bekommen.